# Kenchana ~Daijōbu~
Singles de Yuki Maeda
Ai Ai Daiko
(2007) Mianeyo ~Gomen Nasai~
(2010)
 Kenchana ~Daijōbu~  (ケンチャナ ~大丈夫~, ou Kenchana ~Daijoubu~) est le neuvième single de Yuki Maeda, sorti au Japon le 25 février 2009 sous le label Rice Music, un an et demi après le précédent single de la chanteuse, Ai Ai Daiko. Étant un disque de genre musical enka apprécié des plus âgés, il sort aux formats maxi-CD (12 cm) et cassette audio. C'est le dernier disque de la chanteuse à sortir alors qu'elle est encore membre du Hello! Project, qu'elle quittera le mois suivant. C'est le premier d'une série de singles de la chanteuse sur le thème de la Corée, composés par un artiste coréen, et portant un titre coréen (Gwaenchana ; en coréen : 괜찮아).
Les deux chansons du single figureront sur la compilation de ses singles qui sort six mois plus tard : Maeda Yuki Zenkyoku Shū ~Kenchana~. La compilation contiendra également une version alternative de la chanson-titre avec des passages en coréen. Les deux chansons du single figureront également sur une compilation de ses trois singles à thème coréen qui sortira en 2011 : Busan Hatsu ~Kankoku Series Best~.

## Liste des titres
1. Kenchana ~Daijōbu~  (ケンチャナ ~大丈夫~?)
2. Seoul no Ame  (ソウルの雨?)
3. Kenchana ~Daijōbu~ (Original Karaoke)  (... オリジナル・カラオケ?)
4. Kenchana ~Daijōbu~ (? Karaoke)  (... 半音下げ・カラオケ?)
5. Seoul no Ame (Original Karaoke)  (... オリジナル・カラオケ?)